# Museu da Pessoa
O Museu da Pessoa é um museu virtual e colaborativo de histórias de vida fundado em São Paulo, em 1991. Desde sua origem tem como objetivo registrar, preservar e transformar em informação histórias de vida de toda e qualquer pessoa da sociedade. No Museu da Pessoa, além de visitante, toda pessoa pode também tornar-se parte do acervo ao registrar sua história de vida, assim como também ser um curador, na medida em que pode publicar suas próprias coleções de histórias, imagens e vídeos.
A missão do Museu da Pessoa é reunir depoimentos que transformem as histórias de vida de toda e qualquer pessoa, anônima ou não, em fonte de conhecimento, compreensão e conexão entre pessoas e povos. As histórias não são integradas de um caráter investigativo ou estabelecimento de leis; têm por intuito esclarecer e descrever acontecimentos vividos.
Em 24 anos de história, o Museu da Pessoa inspirou a construção de três museus fora do Brasil (Portugal, Canadá e Estados Unidos) e liderou campanhas e internacionais para a valorização de histórias de vida. O acervo do museu conta atualmente com mais de 15 mil depoimentos em áudio, vídeo e textos, além de aproximadamente 70 mil fotos e documentos digitalizados. É um acervo que revela, de forma humana e pessoal, a diversidade de experiências e visões de brasileiros e brasileiras. Trata-se de um legado diferenciado da história do país. Ao longo de sua trajetória, o Museu da Pessoa também realizou cerca de 250 projetos de memória, nas áreas de Memória Institucional, Educação, Desenvolvimento Comunitário e Cultura. 
Convênios e intercâmbios com universidades e organizações da sociedade civil garantem que o material coletado em suas pesquisas contribua para a democratização da memória. Garantem também que sua metodologia, a Tecnologia Social da Memória, seja utilizada hoje por professores e alunos do ensino fundamental, comunidades e instituições, permitindo que cada pessoa e grupo torne-se um autor da história de sua própria comunidade.
O Museu da Pessoa acredita que valorizar a diversidade cultural e a história de cada pessoa como patrimônio da humanidade é contribuir para a construção de uma cultura de paz. 

## História

### 1991-1996
UMA REDE SEM REDE: NOVAS VOZES NA HISTÓRIA
Compreendendo que a vida de cada ser humano tem informações que contribuem para a história do mundo,por que não resguarda-las como fonte de conhecimento? Esse questionamento levou a historiadora Karen Worcman fundar o Museu da Pessoa em 1991.Ela afirma que a história de todos tem um valor,e esse valor deve ser usado como fonte de conhecimento.
A primeira experiência do Museu da Pessoa foi realizada em dezembro de 1991, durante a exposição Memória & Migração, que apresentava a trajetória de imigrantes judeus para o Brasil e tratava, por meio de inúmeras atividades, as memórias dos imigrantes em São Paulo. Durante este evento, realizado no MIS (Museu da Imagem e do Som, SP), abriu-se um estúdio para que toda pessoa interessada viesse contar sua história. A iniciativa foi um sucesso e confirmou tanto a demanda pelo espaço em compartilhar a própria história quanto a riqueza que cada história de vida revelava.
Em 1994, o Museu da Pessoa contribuiu com a montagem do Museu do São Paulo Futebol Clube. O Museu buscava sempre novas vozes, ou seja, pessoas que poderiam dar uma perspectiva diferente da História, por exemplo, não são registradas somente a história dos jogadores, como o goleiro José Poy e o jogador José Carlos Bauer, mas também da cozinheira, de uma telefonista.
Também em 1994, o Museu da Pessoa fez uma parceria com o SESC-SP para contar, por meio de histórias pessoais, a história do comércio em São Paulo. Deste projeto nasceu um dos primeiros CDROMs históricos e interativos do Brasil, que resultou em seis exposições e uma grande coleção virtual.
Ainda neste momento, destaca-se a parceria do Museu da Pessoa com a CUT para registrar a história das profissões em extinção. As entrevistas foram transformadas em uma publicação que, utilizada pelo programa Integrar, serviu como base para formação de trabalhadores do Brasil.
Durante este período, foram realizadas também as primeiras cabines móveis de captação de depoimentos em vídeo que deu origem ao Museu que Anda. As cabines de captação de vídeo circulavam por espaços públicos (metrô, praças, parques) e privados (empresas, shoppings, entre outros). Foram realizadas mais de 200 cabines por todo o Brasil. A preocupação em socializar o conteúdo impulsionava o Museu a pensar produtos de disseminação como CD ROM’s, livros, exposições etc. Mas um fato veio transformar sua prática: a chegada e a popularização da Internet no Brasil.  

### 1997-2003
NOVOS PRODUTORES DE MEMÓRIA
No primeiro site do Museu da Pessoa na Internet, em 1996, foi reproduzida a lógica do fluxo de informação característico dos jornais, livros e TV. O Museu da Pessoa se comportou como emissor de conteúdo tradicionais, pois o esforço inicial foi o de colocar as entrevistas realizadas no primeiro site, que tinha uma página com uma história trocada a cada semana, mas a participação do usuário estava restrita a enviar algum comentário.
No entanto, ainda em 1997, o Museu percebeu que a internet significava uma mudança de paradigma, pois abria ao internauta a possibilidade de registrar sua própria história. Foi iniciada, então, a primeira versão da seção Conte sua História, que incentivava os leitores a participar e criar novos conteúdos para o site. Para popularizar a iniciativa, foi feito o uso das grandes datas comemorativas - dia das mães, dia dos pais, aniversários, dia da consciência negra, etc. As histórias eram enviadas por e-mail e colocadas, através de programação HTML, no ar.
Apesar do país não possuir uma tradição em cultura escrita e, naquele momento menos de 20% da população ter acesso à internet, as histórias eram enviadas. Bem escritas e delicadas, muitas eram histórias de amor, de avós e avôs ou de nascimento de filhos após uma grande fase de superação pessoal. A maior estrela daquele momento foi Dona Neuza, uma professora aposentada que, com mais de 70 anos, já organizava de forma precisa e sistemática, a história de sua família. Dona Neuza tinha um quarto cheio de caixas com cadernos, recortes, temas variados. Ela se tornou a primeira grande colaboradora permanente do Museu da Pessoa e contribuiu com o que é denominado pelo Museu da Pessoa de “democratização” da construção de nossa memória social.
Foi em meio a essas questões que o Museu começou a trabalhar para formar novos produtores de memória. O primeiro programa chamava-se "Agentes da História" e era voltado para ensinar idosos a entrevistar outros idosos, mas o maior objetivo era a escola, mais precisamente a escola pública. 
Foi criado em 2001, em parceria com o Instituto Avisa Lá, o programa Memória Local, que formava professores de escolas públicas do ensino fundamental de
forma que eles fizessem um projeto de memória com seus alunos. O projeto reproduzia, em grande parte, a dinâmica de pesquisa utilizada no Museu da Pessoa.
Após uma série de discussões e leituras (são realizadas práticas de leitura, construção de bibliotecas sobre memórias e biografias), os alunos passam a pesquisa e, a partir daí, cada turma “escolhe” alguém da comunidade para ser o grande entrevistado. Os alunos discutem o que é um roteiro, uma história de vida, trazem seus pais para narrar suas histórias, aprendem algumas posturas de entrevista, organizam suas curiosidades, fazem muitos exercícios de desenho e em times (uns entrevistam, outros desenham); partem para realizar a  “grande entrevista” que, uma vez realizada é processada pelos próprios alunos. Todo o material sofre um processo de curadoria e é organizado em uma coleção virtual no site do Museu da Pessoa. Os textos escritos e os desenhos são transformados por um cenógrafo uma exposição em local público da cidade.
O Brasil,
na virada do milênio, refletia, de muitas maneiras, as políticas públicas da
década de 1950. Uma grande parte das empresas e instituições completava, naquele
período, 50 ou 60 anos e, algumas estavam, inclusive, sendo privatizadas. E é nesse contexto que o Museu começou a fazer grandes projetos de memória corporativos. A mesma metodologia que utilizamos para contar a história do São Paulo Futebol Clube ou do comércio no Estado, foi aplicada para construir esses projetos.
De início foi feita uma pré-pesquisa para, em uma linha do tempo simplificada,
identificar os grandes marcos da trajetória da empresa. Era identificada a cadeia produtiva da instituição e, em um mapeamento, feita uma grade de nomes que representassem diferentes momentos históricos da empresa, cargos e funções. Em seguida, realizadas as entrevistas, todas de história de vida. Do conteúdo de pesquisa e das histórias, nasciam os produtos: centros de memória físicos e virtuais, livros, exposições, vídeos, etc.
Os projetos de memória realizados junto a Petrobras, a Vale, a Votorantim, ao Grupo Algar e ao Sindicato de Metalúrgicos do ABC foram alguns dos destaques desses períodos.

### 2004-2008
CONECTANDO REDES 
No início dos anos 2000, após quase 20 anos do final da ditadura, o cenário de produção cultural do País transformou-se completamente. Museus comunitários, resgate de raízes e valorização dos patrimônios intangíveis do Brasil passaram a ser entendidos, tanto na esfera oficial e acadêmica quanto pelos movimentos sociais como um eixo fundamental para o desenvolvimento social de comunidades.
O Museu passamos, então, a revisitar seu papel como museu e a se preocupar em “articular” as iniciativas, para que as histórias se conectassem e servissem como um forte eixo mobilizador de grupos sociais diversos. Esta preocupação os levou à iniciativa "Brasil Memória em Rede", que envolveu diretamente cerca de 100
organizações em todo país para articularem suas ações em torno da memória. Em
2007, o Museu da Pessoa tornou-se um “pontão” de memória, que possibilitou a
construção de pólos regionais de memória, responsáveis pela articulação de
projetos de memória em seus territórios. 
Durante
este mesmo período, o Museu se envolveu ainda com mais alguns outros movimentos de
rede, mais precisamente o "Um Milhão de História de Vida de
Jovens" e as campanhas do "Dia Internacional de Histórias de Vida",
promovidas pela rede internacional de Museus da Pessoa com alguns parceiros.
O movimento "Um milhão de Histórias de Vida de Jovens" nasceu de uma parceria com
uma organização da sociedade civil, Aracati, focada em mobilização juvenil.  Com a metodologia desenvolvida por Joe Lambert e pelo Center of digital storytelling e com o apoio da Fundação Kellog convidamos organizações de juventude para uma formação. A ideia era estimular os próprios jovens dessas organizações a se tornarem facilitadores de círculos de história e a criarem suas histórias para serem compartilhadas em uma plataforma digital. Mais uma vez, ainda que já bastante desenvolvido, o desafio de inclusão digital era muito grande. Os jovens, muitas vezes, faziam suas histórias em rádio, em versos, em cordel e, ao invés de transformá-las em parte de uma plataforma digital, faziam um varal de histórias ou um festival de teatro. A articulação política das histórias era um eixo fundamental e algumas organizações chegaram a ter parcerias com as TVs locais. 
Neste mesmo período, a Rede Internacional de Museu da Pessoa chegava em seu melhor
momento.  Com início em 1999 em Portugal, nos EUA em 2001 e em
Montreal em 2003, os "Museus das Pessoas" nasceram de forma espontânea
e, a partir de um contato e de uma capacitação de equipe, tornaram-se
autônomos. As iniciativas eram ligadas a instituições locais como a Universidade do Minho, a Universidade de Indianna e o Centro de História de Montreal. Mas foi em 2007, durante um encontro em Montreal, que foi discutida a ideia de constituir um Dia Internacional de Histórias de Vida que a rede se consolidou. 
Em 2010 foi lançada uma plataforma digital que permitia, por meio de um Google Maps, a inserção colaborativa da iniciativa. Em 2012, tinham sido mobilizados cerca de 30 países e mais de 220 organizações.  
Nesta nova fase, o esforço passou a ser o de constituir não mais apenas uma rede
de histórias, mas também uma rede de organizações. Parte deste processo implicou em sistematizar, de forma muito simples, a metodologia que utilizada, pois grande parte dessas organizações “praticavam” o registro de histórias, mas que possuíam poucas ferramentas para processá-las e transformá-las em um acervo público e acessível. 
Dessa necessidade nasceu a Tecnologia Social da Memória, uma forma de transformar os conceitos e as ideias em práticas de forma a que grupos sociais variados pudessem apropriar e de nossas metodologias.      

### 2008-2014
HISTÓRIAS DE VIDA COMO PATRIMÔNIO  
Em 2008,  a crise econômica chegou ao Brasil e o Museu da Pessoa quase fechou as portas. Foi preciso reduzir a equipe e enfrentar a possibilidade de um fim. A energia para continuar ativando todas as redes que haviam sido mobilizadas se esgotou e isso nos fez rever toda a estratégia. 
Grande parte do acervo não havia sido digitalizada e havia necessidade de
transcodificar todo o material: HI-8, Betacam, mini dv, VHS - todos formatos que foram utilizados ao longo dos anos. Em meio ao
trabalho de recuperação do Museu da Pessoa, passou se a priorizar essas duas atividades. Reorganizar o portal, rever as ferramentas de interatividade e traçar um diagnóstico de todo acervo. Foram vislumbradas uma série de temas possíveis, tais como: memória do desenvolvimento industrial no Brasil, da saúde, do comércio, de mulheres empreendedoras, de futebol, de superação, de moradia, de imigrantes variados, entre outros.
Além da preocupação com a salvaguarda de um acervo como este, o Museu tinha a preocupação de trabalhar para que as histórias não “morressem”, não se
tornassem parte de um arquivo morto. Editoras didáticas, jornalistas, pesquisadores e escolas fazem uso do museu; cuidar das histórias, criar inúmeras formas de consulta e comunicá-las para que elas ampliem sua função social passou a ser a grande prioridade.
Desde 2006, foi desenvolvida uma linha de trabalho chamada "Memória dos Brasileiros". Organizado, inicialmente, em quatro linhas temáticas: "Brasil que Muda" (histórias de empreendedores sociais e lideranças de todas as áreas);"Brasil que não muda" (histórias de antigas formas que traduziam a realidade histórica do Brasil como, por exemplo, o trabalho escravo,) "Saberes e Fazeres" (histórias de pessoas que possuem grande parte da cultura oral) e "Brasil Urbano" (histórias de cidade, de periferia, de migração e imigração). O projeto registrou mais de 300 histórias de vida de brasileiras e brasileiros, com seis expedições culturais pelo país, percorrendo 15 estados e 42 cidades.
Grande parte dessas expedições foram realizadas em locais que vinham sofrendo o impacto da política de desenvolvimento do Governo. Abriu-se assim uma nova frente de atuação o Museu da Pessoa que é a de misturar sua metodologia de registro de histórias com a de mobilizar, e disseminar o uso das história no próprio território.
Em 2013, com o apoio institucional dos Correios, foi realizada uma grande expedição pelo país procurando histórias de conexão de pessoas antes da internet. Este projeto, Aproximando Pessoas, envolveu uma campanha virtual de histórias, o registro de 84 histórias de vida, uma exposição e uma publicação.

## Linhas de ação

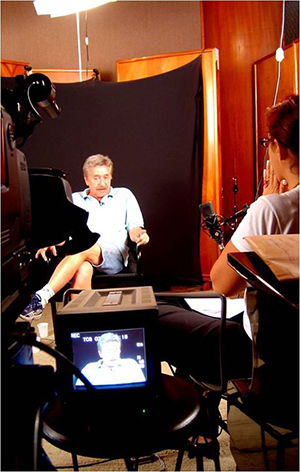
Entrevista - Conte sua História

### Conte sua história
O Museu da Pessoa abre suas portas para que qualquer cidadão possa contar sua história. As histórias podem ser registradas em estúdio — gravadas em vídeo e coletadas por entrevistadores especializados na metodologia de história de vida —, gravadas pelo estúdio itinerante Museu que Anda, por meio da Conte a Sua História, do portal do Museu da Pessoa e através de projetos temáticos.

#### Museu aberto
Espaço aberto e gratuito para que toda e qualquer pessoa possa registrar sua história de vida. O espaço é aberto para atividades educativas e visitas de grupos.  As entrevistas coletadas são transcritas, editadas e inseridas no portal do Museu da Pessoa. No final da gravação o entrevistado recebe uma cópia do seu depoimento em DVD e ganha um diploma de participação no programa.  Trechos das entrevistas e do vídeo são divulgados nas principais redes sociais.

#### Museu que anda
O Programa Conte sua História também vai até as pessoas através de sua vertente Museu que Anda, um estúdio itinerante para gravação de histórias temáticas. Trata-se de uma unidade móvel do Museu da Pessoa, onde é possível visualizar tematicamente o acervo do Museu e qualquer grupo ou pessoa pode participar e acessar as histórias do acervo.

#### Cidadania é ouvir o outro
Uma campanha de mobilização online que tem como objetivo ouvir histórias de vidas transformadoras. Realizada com o próprio acervo do Museu, ela humaniza a concepção que cria-se do "outro. Algumas associações parceiras de cunho social do Museu também apoiam a causa.

#### Expedições
Viagens temáticas pelo país para registrar histórias de vida de pessoas em comunidades e espaços que sofrem grandes transformações.

### Museologia
O acervo do Museu da Pessoa é constituído basicamente por narrativas de vida, contadas pelas próprias pessoas ou por terceiros. As histórias são registradas na sede do Museu, enviadas através da internet ou via Museu que Anda, um programa do Museu da Pessoa em
que, através de cabines itinerantes de vídeo, registramos as histórias de
pessoas fora de nossa sede.
Cada entrevista constitui uma unidade do acervo — uma “obra” — formada pela gravação em áudio ou vídeo da entrevista, a transcrição e edição de cada narrativa, por sua vez, acompanhada do que denominamos material complementar - fotos e documentos – também unitariamente digitalizados e catalogados.

#### Parcerias

##### São Paulo Antiga
Parceria iniciada em 11 de Dezembro de 2014. Realizada pela São Paulo Antiga com o objetivo de estimular que mais pessoas visitassem o Museu da Pessoa para contar e adicionar ao seu acervo histórias que valessem a pena ser contadas.

#### Acervo

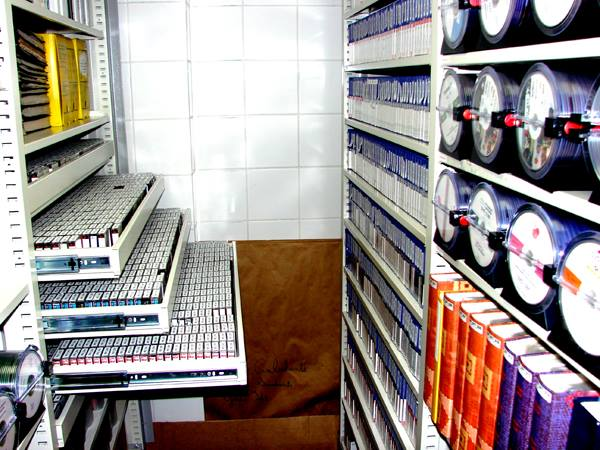
Reserva técnica - Museu da Pessoa

Embora tenha completado 22 anos de existência, o Museu da Pessoa já projetava desde o início as características de um Museu do século XXI. Nasce como um museu virtual antes mesmo da existência da Internet no Brasil. Seu objeto de trabalho – Histórias de Vida – gerou um importante acervo histórico/cultural imaterial, registrado em diversas mídias digitais. No início foram utilizadas as fitas K7, passando em seguida pelos vários suportes lançados no frenético universo eletrônico, como os MINIDISC, MINIDV, BETACAM, DVD e atualmente o HD EXTERNO. 
Hoje, o Museu da Pessoa é um Centro de Excelência em pesquisa, registro e salvaguarda de histórias de vida. Desenvolveu e vem aprimorando cada vez mais novas metodologias, valendo-se das mais modernas tecnologias, em resposta aos desafios impostos pela "musealização" de seu objeto de trabalho.
A interdisciplinaridade necessária em qualquer trabalho museológico ganhou novas faces no Museu da Pessoa. São historiadores, jornalistas, pesquisadores, museólogos, profissionais de TI e informática envolvidos nas ações de entrevistas, registro, documentação, salvaguarda, disseminação e formação. Todos comprometidos em imprimir credibilidade, autenticidade e originalidade, pressupostos em acervos museológicos.
Uma assessoria jurídica garante a observação rigorosa dos direitos de uso de seu acervo, de acordo com os marcos legais específicos. Depoimentos, fotos e documentos são captados, registrados e documentados em suportes digitais. Uma reserva técnica, onde pouco espaço contém um extenso, curioso e inédito universo histórico cultural. Hoje o Museu da Pessoa é referência internacional.
Uma parcela significativa do acervo está disponível para consulta aberta. Pela internet, é possível pesquisar as histórias através dos locais de nascimento dos entrevistados, pela data da entrevista, profissão do entrevistado, além de outras possibilidades existentes na busca avançada do site. 

### Educativo

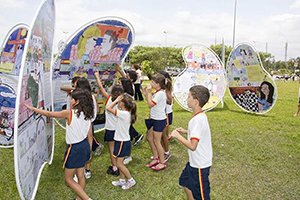
Projeto Memória Local

A criação da área educativa do Museu da Pessoa, em 2002, nasceu da visão de que cada instituição, grupo social e comunidade pode ser produtor, guardião e disseminador de sua própria história a partir das narrativas de vida.
Partindo desse princípio, pesquisadores e educadores do Museu da Pessoa desenvolveram uma Tecnologia Social da Memória, que tem possibilitado a aprendizagem da metodologia de registro de histórias de vida por professores, estudantes, profissionais de instituições e por grupos sociais.

#### Memória Local na Escola
Com o programa Memória Local na Escola, o Museu da Pessoa, em parceria com o Instituto Avisa Lá, realiza há dez anos a formação de professores e alunos do ensino fundamental. Os professores aprendem a organizar sua prática pedagógica para a realização dos projetos de memória e os alunos aprendem a ouvir, registrar e a divulgar histórias de vida dos moradores de suas cidades com textos e desenhos. Toda a produção compõe uma exposição em um espaço público, além de resultar em um livro artesanal e uma coleção virtual
 no portal do Museu da Pessoa.
Entre os anos de 2002 e 2013, esta linha de ação mobilizou no projeto Memória Local 4.500 professores, 45.000 estudantes e 1.300 escolas em diversos municípios do país.

#### Oficinas presenciais
Formação de pesquisadores, educadores e estudantes na metodologia Tecnologia Social da Memórias. Os cursos são realizados na sede do Museu da Pessoa, em São Paulo. 

#### Roteiros indicativos e publicações
Sistematização do conceito, tradução e disseminação da metodologia para comunidade e educadores.  Foram oito publicações realizadas ao longo dos 10 anos de atuação do educativo. 

### Memória Institucional
A história de uma organização deve, e pode, se transformar em instrumento de preservação de saberes acumulados, resgates de valores, da identidade e de reconhecimento da importância de todos aqueles que a construíram.
É do conjunto de pessoas e de suas interações com a sociedade que surge uma história viva e única. Uma história que passa a ser um veículo de conhecimento, de comunicação e de identificação da organização com seu público e consigo mesma.

#### Construção de legado
Coleções de histórias de vida de funcionários, colaboradores e de pessoas envolvidas nas cadeias produtivas e criativas das organizações.

#### Marketing e Comunicação
Uso das histórias para desenvolvimento de produtos: livros, exposições, centros de memória e outros.

#### Sistematização de conhecimento
Entrevistas, rodas de história, linhas de tempo sistematizadas para preservação e sistematização de conhecimento e preservação da memória institucional.

## Portal Museu da Pessoa
O Portal do Museu da Pessoa é uma plataforma virtual que hospeda depoimentos e histórias de vida que compõem o acervo do museu. Como um museu digital, o portal permite que usuários explorem seu conteúdo online, acessando entrevistas, vídeos, imagens e coleções detalhadas. Uma característica importante do portal é seu caráter colaborativo, permitindo que qualquer pessoa envie suas próprias histórias de vida diretamente pela plataforma, com a possibilidade de adicionar texto, fotos, áudios e vídeos.
Desde sua criação, o Museu da Pessoa tem como missão registrar, preservar e transformar em informação as histórias de vida de todas as pessoas. Utilizando metodologias próprias, o museu coleta, organiza e edita conteúdos que são disseminados por meio de publicações, programas de rádio e TV, exposições e no próprio portal. Com programas voltados para memória institucional, educação, comunicação e desenvolvimento comunitário, o Museu da Pessoa já realizou mais de 220 projetos de memória, contribuindo para a ampliação e democratização de sua metodologia e acervo, que inclui aproximadamente 15 mil histórias de vida e 72 mil documentos e fotos digitalizados.
A indexação dos depoimentos é uma parte fundamental na organização do acervo. Como um portal colaborativo, tanto pesquisadores quanto outros usuários podem utilizar o ambiente administrativo da plataforma para indexar trechos de vídeo, facilitando a navegação e recuperação de informações específicas. O portal também utiliza nuvens de tags para representar visualmente os termos mais utilizados, permitindo uma navegação mais intuitiva e acessível pelo conteúdo.

## Coleções
O Portal também possibilita que o usuário seja curador de conteúdo e permite que ele crie coleções selecionando suas histórias, imagens, personagens e vídeos favoritos, criando, assim, uma coleção particular. Essa coleção pode ter histórias pessoais, temáticas
ou qualquer outra definição que o próprio internauta escolher. Também não há limite para o número de histórias nem mesmo regras para a escolha delas.

### São Paulo de Outros Tempos
Uma coleção especial criada pelo Museu da Pessoa em comemoração aos 461 anos da cidade de São Paulo. É uma homenagem que mostra imagens do acervo de pessoas que viveram em locais da cidade que marcaram a história da metrópole ou que hoje são referências.

## YouTube
O canal do Museu da Pessoa no YouTube é uma plataforma que abriga os vídeos do Museu da Pessoa, sejam eles de histórias de vida, matérias da imprensa ou vídeos institucionais. De todas os depoimentos coletados pelo programa “Conte sua História”, são produzidos vídeos editados, com duração média de três minutos, chamados de ‘pílulas’, que destacam uma pequena história dentro do depoimento na íntegra. Atualmente o canal conta com mais de 1500 vídeos, que são organizados em playlists temáticas que facilitam a navegação do internauta.